# 陳培勳
陳 培勳（ちん ばいくん、Chen Pei-xun, 1921年1月 - 2006年2月）は、中国の作曲家。

## 経歴
香港出身。幼時より香港と上海でピアノ・オルガン・作曲を学ぶ。1939年、上海音楽院に入学。譚小麟に師事し、パウル・ヒンデミットの作曲技法を学んだ。
卒業後、香港・曲江・重慶・上海などで教職に就いたが、1949年から北京の中央音楽学院で教鞭をとった。1980年代に香港に戻り、香港浸会大学で教壇に立った。

## 主な作品
- 交響曲第1番「我が祖国」
- 交響曲第2番「清明祭」
- 交響曲第3番「民歌」
- 交響詩「心潮逐浪高」（黄鶴楼による）
- 幻想序曲「王昭君」